# Partula planilabrum
Partula planilabrum foi uma espécie de gastrópodes da família Partulidae.
Foi endémica da Polinésia Francesa. Está extinta como resultado da introdução da espécie predadora Euglandina rosea.